# Phyllantinoe mollis
Phyllantinoe mollis är en ringmaskart som beskrevs av McIntosh 1876. Phyllantinoe mollis ingår i släktet Phyllantinoe och familjen Polynoidae. Inga underarter finns listade i Catalogue of Life.